# 쁘랍다 윤

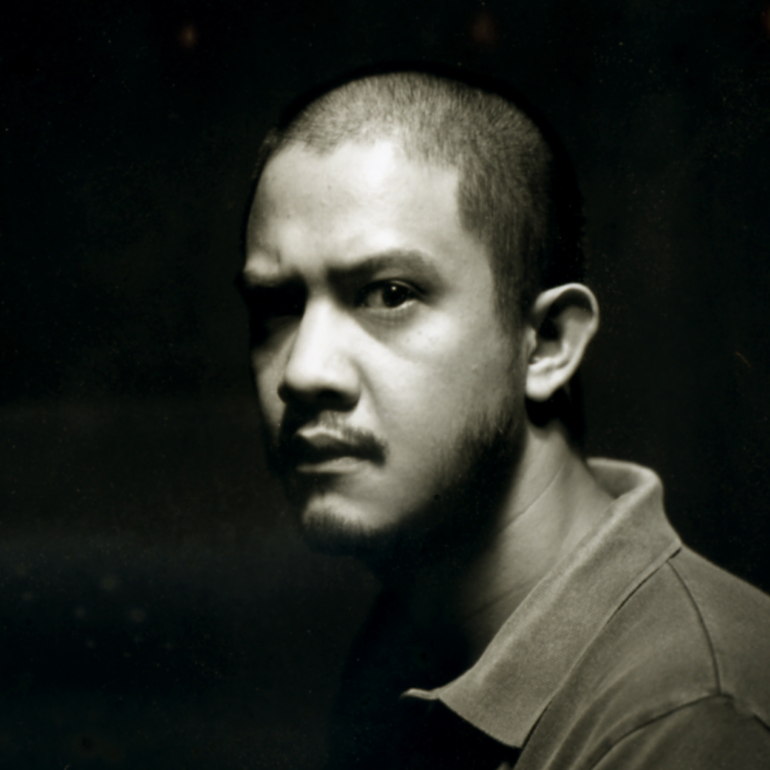
쁘랍다 윤

쁘랍다 윤(태국어: ปราบดา หยุ่น, 1973년 ~ )은 방콕 태생인 태국의 작가, 시각디자이너, 잡지 편집자이다. 주로 소설과 시나리오, 에세이를 쓴다. 현재 네이션 멀티미디어 그룹의 편집 주간인 수티차이 윤의 아들이다.
쁘랍다는 1997년 뉴욕의 쿠퍼 유니언 예술학교를 졸업하였다. 병역 의무를 이행하기 위해 태국으로 돌아오기 전에는 맨해튼에서 잠시 시각디자이너로 활동한 적이 있다. 군복무를 마친 후에는 다양한 잡지에 단편소설과 칼럼을 싣기 시작했다. 또 이 무렵부터 단편집, 에세이, 장편소설 등을 출판해 왔다. 쁘랍다는 뻰엑 라따나루앙 감독의 2003년작 영화 《라스트 라이프 라스트 러브》 및 2006년작 영화 《보이지 않는 물결》의 시나리오를 맡기도 했다.
2002년 단편집 《가능성》으로 동남아시아 작가상을 수상한 경력이 있다. 2004년에는 태국 정부 예술 기관의 의뢰에 의해 2004년 인도양 지진 해일에 대한 작품을 썼다. 같은 해 본인의 대안 출판사 '타이푼 북스'를 설립하였다. 현재 방콕에 거주하며 작업하고 있다.

## 작품

### 장편소설
- 《Chit-tak!》, 2002
- 《팬더》, 2004
- 《끊임없는 비》, 2005
- 《눈(雪) 아래에서》, 2006

### 시나리오
- 《라스트 라이프 라스트 러브》, 2003
- 《보이지 않는 물결》, 2006

## 참고 자료
- Teh, David (December 24, 2005). , Bangkok Post. Retrieved December 30, 2005.